# 正木村 (岐阜県稲葉郡)
正木村（まさきむら）は、かつて岐阜県稲葉郡にあった村である。
現在の岐阜市正木、正木中、正木北町などに該当する。
当村発足時は方県郡の村であったが、郡の合併で稲葉郡の村となった。

## 歴史
- 1889年（明治22年）7月1日 - 町村制により正木村が発足。
- 1897年（明治30年）4月1日[2] - 方県郡の一部、厚見郡、各務郡が合併し、稲葉郡となる。当村は稲葉郡となる。
- 1897年（明治30年）4月1日 - 鷺山村、下土居村と合併し、鷺山村が発足。同日正木村は廃止。